# Mike Trésor Ndayishimiye
Mike Trésor Ndayishimiye (Lembeek, 28 maggio 1999) è un calciatore belga, attaccante o centrocampista del Burnley.

## Caratteristiche tecniche
È un'ala sinistra.

## Carriera

### Club
Nato in Belgio da una famiglia originaria del Burundi, è cresciuto nel settore giovanile di Tubize-Braine ed Anderlecht prima di passare nel 2018 al N.E.C.. Ha esordito in prima squadra il 21 settembre 2018 disputando l'incontro di Eerste Divisie vinto 3-2 contro l'Helmond Sport.
Il 2 settembre 2019 è stato ceduto in prestito annuale al Willem II. Il 24 gennaio 2020 il club olandese decide di riscattarlo per 500.000 euro.
Il 7 luglio 2021 viene venduto a titolo definitivo al Genk.
Il 2 settembre 2023 viene acquistato dal Burnley con la formula del prestito.
Il 21 maggio 2024 viene riscattato dai Clarets.

### Nazionale
Viene convocato per la prima volta in nazionale maggiore nel giugno 2023. Fa il suo esordio il 17 dello stesso mese, subentrando a Jeremy Doku nella sfida contro l'Austria pareggiata 1-1.

## Statistiche

### Presenze e reti nei club
Statistiche aggiornate al 17 gennaio 2025.
| Stagione         | Squadra          | Campionato       | Campionato | Campionato | Coppe nazionali | Coppe nazionali | Coppe nazionali | Coppe continentali | Coppe continentali | Coppe continentali | Altre coppe | Altre coppe | Altre coppe | Totale | Totale | Totale |
| Stagione         | Squadra          | Comp             | Pres       | Reti       | Comp            | Pres            | Reti            | Comp               | Pres               | Reti               | Comp        | Pres        | Reti        | Pres   | Reti   |        |
| ---------------- | ---------------- | ---------------- | ---------- | ---------- | --------------- | --------------- | --------------- | ------------------ | ------------------ | ------------------ | ----------- | ----------- | ----------- | ------ | ------ | ------ |
| 2018-2019        | N.E.C.           | 1D               | 23+2       | 6+1        | CO              | 2               | 0               |                    | -                  | -                  |             | -           | -           | 27     | 7      |        |
| 2019-2020        | N.E.C.           | 1D               | 2          | 0          | CO              | 0               | 0               |                    | -                  | -                  |             | -           | -           | 2      | 0      |        |
| Totale N.E.C.    | Totale N.E.C.    | Totale N.E.C.    | 27         | 7          |                 | 2               | 0               |                    | -                  | -                  |             | -           | -           | 51     | 16     |        |
| 2019-2020        | Willem II        | ED               | 20         | 5          | CO              | 3               | 4               |                    | -                  | -                  |             | -           | -           | 22     | 9      |        |
| 2020-2021        | Willem II        | ED               | 34         | 4          | CO              | 1               | 0               | UEL                | 2                  | 1                  |             | -           | -           | 37     | 5      |        |
| Totale Willem II | Totale Willem II | Totale Willem II | 54         | 9          |                 | 4               | 4               |                    | 2                  | 1                  |             | -           | -           | 60     | 14     |        |
| 2021-2022        | Genk             | JL               | 28+2       | 0          | CB              | 1               | 0               | UCL+UEL            | 2+3                | 0+0                | SB          | 1           | 0           | 37     | 0      |        |
| 2022-2023        | Genk             | JL               | 39         | 8          | CB              | 3               | 0               |                    | -                  | -                  |             | -           | -           | 42     | 8      |        |
| Totale Genk      | Totale Genk      | Totale Genk      | 69         | 8          |                 | 4               | 0               |                    | 5                  | 0                  |             | 1           | 0           | 79     | 8      |        |
| 2023-2024        | Burnley          | PL               | 16         | 0          | FACup+CdL       | 1+2             | 0               |                    | -                  | -                  |             | -           | -           | 19     | 0      |        |
| 2024-2025        | Burnley          | FLC              | 0          | 0          | FACup+CdL       | 1+0             | 0               |                    | -                  | -                  |             | -           | -           | 1      | 0      |        |
| Totale Burnley   | Totale Burnley   | Totale Burnley   | 16         | 0          |                 | 4               | 0               |                    |                    |                    |             |             |             | 20     | 0      |        |
| Totale carriera  | Totale carriera  | Totale carriera  | 166        | 24         |                 | 14              | 4               |                    | 5                  | 0                  |             | 1           | 0           | 186    | 28     |        |

### Cronologia presenze e reti in nazionale
| Cronologia completa delle presenze e delle reti in nazionale ― Belgio | Cronologia completa delle presenze e delle reti in nazionale ― Belgio | Cronologia completa delle presenze e delle reti in nazionale ― Belgio | Cronologia completa delle presenze e delle reti in nazionale ― Belgio | Cronologia completa delle presenze e delle reti in nazionale ― Belgio | Cronologia completa delle presenze e delle reti in nazionale ― Belgio | Cronologia completa delle presenze e delle reti in nazionale ― Belgio | Cronologia completa delle presenze e delle reti in nazionale ― Belgio |
| Data                                                                  | Città                                                                 | In casa                                                               | Risultato                                                             | Ospiti                                                                | Competizione                                                          | Reti                                                                  | Note                                                                  |
| --------------------------------------------------------------------- | --------------------------------------------------------------------- | --------------------------------------------------------------------- | --------------------------------------------------------------------- | --------------------------------------------------------------------- | --------------------------------------------------------------------- | --------------------------------------------------------------------- | --------------------------------------------------------------------- |
| 17-6-2023                                                             | Bruxelles                                                             | Belgio                                                                | 1 – 1                                                                 | Austria                                                               | Qual. Euro 2024                                                       | -                                                                     | 84’                                                                   |
| 20-6-2023                                                             | Tallinn                                                               | Estonia                                                               | 0 – 3                                                                 | Belgio                                                                | Qual. Euro 2024                                                       | -                                                                     | 57’                                                                   |
| Totale                                                                |                                                                       | Presenze                                                              | 2                                                                     |                                                                       | Reti                                                                  | 0                                                                     |                                                                       |